# Hypoponera myrmicariae
Hypoponera myrmicariae är en myrart som först beskrevs av Erich Wasmann 1918.  Hypoponera myrmicariae ingår i släktet Hypoponera och familjen myror. Inga underarter finns listade i Catalogue of Life.